# کهنه چورمان
کهنه چورمان (به لاتین: Köhnə Çorman) یک منطقهٔ مسکونی در جمهوری آذربایجان است که در شهرستان لاچین واقع شده‌است.